# Retrato de Agnolo Doni
El Retrato de Agnolo Doni es una pintura al óleo del maestro del Renacimiento italiano Rafael, realizada entre 1506 y 1507. Se conserva en el Palacio Pitti en Florencia.

## Historia
El retrato era originalmente el panel izquierdo de un díptico; muestra al rico mercader florentino Agnolo Doni, casado con Maddalena Strozzi en 1503, la cual es retratada en el panel derecho. Doni fue quien con motivo de su boda encargó a Miguel Ángel el llamado Tondo Doni. Los retratos de Rafael fueron probablemente ejecutados en 1506, el periodo en que el pintor estudió el arte de Leonardo da Vinci más estrechamente. La composición en cada panel del díptico matrimonial se parece a la de La Gioconda: las figuras están presentadas también como medias figuras de tres cuartos, y sus manos, al igual que las de Mona Lisa, están colocadas una sobre la otra. El horizonte bajo del fondo de paisaje permite una valoración cuidadosa de la figura humana al proporcionar una luz uniforme que define superficies y volúmenes. Esta relación entre paisaje y figura presenta un claro contraste con los escenarios sorprendentes de Leonardo, que al contrario comunican la presencia amenazante de la naturaleza.
Pero la característica más notable que distingue estos retratos de los de Leonardo es la sensación general de serenidad que incluso la atención cercana a los materiales de ropa y joyas (los cuales subrayan la riqueza de la pareja retratada) es incapaz de atenuar. Cada elemento - incluso los de importancia secundaria - trabajan juntos para crear un equilibrio preciso.
Estas obras, unidas no solo por el parentesco de los retratados, sino también por su homogeneidad estilística evidente, marcan el inicio de la madurez artística de Rafael.